# Zerebraler Folatmangel
Der Zerebrale Folatmangel (CFD) ist eine Erkrankung, bei der ein zu geringer Gehalt an 5-Methyltetrahydrofolat (5-MTHF) im Liquor des Betroffenen festzustellen ist, trotz eines normalen 5-MTHF-Spiegels im Blutserum. Eine andere Bezeichnung ist zerebrale Folattransportdefizienz. Die Symptome variieren in Abhängigkeit von Erkrankungsalter und -ursachen und können mit Dyskinesie, Ataxie, epileptischen Anfällen und psychomotorischen Retardierung einhergehen.
Am deutlichsten ist die Erkrankung bei Mutationen im FOLR1-Gen ausgeprägt, das für den Transport der Folsäure ins zentrale Nervensystem verantwortlich ist. Das Baby mit der Mutation (des Gens) kommt gesund zur Welt. Die Erkrankung beginnt etwas später – im frühen Kindesalter – und zeichnet sich durch Symptome wie psychomotorische Retardierung, Ataxie, Muskelzittern, Chorea und myoklonische Anfälle aus. Auf den MRT-Aufnahmen kann Hypomyelinisierung beobachtet werden. Bei rechtzeitiger Gabe von Folinsäure kann eine signifikante Zustandsverbesserung erreicht werden.
CFD kann bei Patienten mit Kearns-Sayre-Syndrom beobachtet werden. Der Grund der Krankheitsentstehung ist in diesem Fall nicht vollständig geklärt, es wird angenommen, dass bei Betroffenen der Folattransport durch den Plexus choroideus gestört ist. Möglicherweise kommt der zerebrale Folatmangel auch bei anderen mitochondrialen Erkrankungen vor. Es wird außerdem angenommen, dass eine Vielzahl metabolischer, genetischer und sonstiger Faktoren insgesamt zur Ausbildung dieses Krankheitsbilds führt. So auch der DHFR-Mangel.

## Diagnose
Für die Diagnosestellung des zerebralen Folatmangels ist eine Liquoruntersuchung auf 5-MTHF erforderlich.

## Therapie
Die Therapie des zerebralen Folatmangels besteht in der langfristigen Verabreichung von Folinsäure, da die Einnahme von Folsäure nicht zu Erhöhung des 5-MTHF-Spiegels im Liquor führt.